# باي (فلم)
باي (بالإنجليزية: Pi) هو فيلم نيو-نوار إثارة نفسية أمريكي من تأليف وإخراج دارين أرنوفسكي وبطولة شون غوليت، مارك مارغوليس، بن شينكمان وسامية شعيب. صدر الفيلم في 10 يوليو 1998.